# العلاقات السياسية بين ألمانيا النازية والعالم العربي
العلاقات السياسية بين ألمانيا النازية والعالم العربي تمثلت العلاقة بين ألمانيا النازية (1933-1945) وحكام العالم العربي في التعاون في نشر الدعاية والمنافسة في بعض الأحيان. حيث بُنيت العلاقات السياسية والعسكرية التعاونية على الأعمال العدائية المشتركة تجاه الأعداء المشتركين، مثل الإمبريالية البريطانية والفرنسية والاستعمار،  والشيوعية، والصهيونية.
على الصعيدين العام والخاص، أدلى هتلر وهيملر تصريحات إيجابية عن الإسلام كديانة وأيديولوجية سياسية، واصفين إياه بأنه شكل أكثر انضباطًا فكرياً وعسكريًا وسياسيًا وعمليًا من الديانة المسيحية، وأثنوا على ما اعتبروه مهارة النبي محمد في السياسة والقيادة العسكرية. لكن من ناحية أخرى اعتبرت الإيديولوجية العنصرية النازية الرسمية العرب والشمال الإفريقيين عرقاً أقل امتيازاً من الألمان، وهو أمر ردده هتلر وغيره من القادة النازيين للانتقاص منهم ومن لونهم.

## التصورات النازية للعالم العربي

### وجهات نظر هتلر حول العرب والإسلام
أثنى هتلر في خطبه ولقاءاته على الثقافة الإسلامية قائلاً: «شعوب الإسلام ستكون دائماً قريبة منا، أقرب من باقي الدول الأعداء كفرنسا» 
ذكر ألبرت سبير في مذكراته الأكثر مبيعا، داخل الرايخ الثالث العديد من الحكايا الشهيرة التي رويت عن وجهات نظر أدولف هتلر تجاه الإسلام والعرب. يشير سبير إلى أن «هتلر كان معجبًا جدًا بأقاصيص تاريخية كان قد تعلمها من وفد من العرب المتميزين». وكان الوفد قد تكهن بأن العالم كان سيصبح «محمديًا» إذا فاز العرب في معركة تور في القرن الثامن الميلادي، وأن الألمان كانوا سيصبحوا وريثين للإسلام. كانت هذه العقيدة مناسبة تمامًا للمزاج الألماني.
```
وذكر سبير أيضاً في كتابه نقلاً عن هتلر: «أتدري؟، لقد كان من سوء حظنا أن نكون على دين خاطئ. لماذا لم يكن لدينا 
دين اليابانيين
، الذين يعتبرون التضحية من أجل الوطن أفضل؟ إن الديانة المحمدية أيضًا كانت ستكون أكثر توافقًا منا من 
المسيحية
. لماذا يجب أن تكون المسيحية دين الوداعة والضعف؟» 
[
4
]
```

### وجهات نظر هتلر حول العالم العربي
حدث أول تواصل بين هتلر والعرب عندما استقبل هتلر المبعوث الخاص لحاكم المملكة العربية السعودية ابن سعود، خالد الهد الجرقاني. أشار هتلر في وقت سابق من هذا الاجتماع إلى أن أحد الأسباب الثلاثة وراء تعاطف ألمانيا النازية مع العرب كان: 
 ولكن الحقيقة التي لم يذكرها أن النبي محمد نفى المهاجرين اليهود خارج المدينة المنورة فقط وليس شبه الجزيرة العربية بعدما قاموا بخيانة الدولة وقتل المسلمين وذبح أطفالهم، لكن جيلبرت أخكار ذكر أن الفوهرر لم يشر إلى زواره العرب في ذلك الاجتماع بأنه كان في تلك الأثناء يحرض اليهود الألمان على الهجرة إلى فلسطين، حيث ساعد الرايخ المنظمات الصهيونية في التغلب على القيود التي فرضتها بريطانيا على الهجرة اليهودية.
كان هتلر قد أخبر قادته العسكريين في عام 1939 قبل وقت قصير من بدء الحرب العالمية الثانية:
«سنواصل بث الاضطرابات في الشرق الأقصى وفي الشرق الأوسط وفي جزيرة العرب. منطقنا هو منطق السادة. ونرى في تلك الشعوب - في أحسن الأحوال - أشباه قردة ملمعين، يريدون أن يذوقوا طعم السوط.»

## التصورات العربية تجاه هتلر والنازية
كان هتلر والأيديولوجية الفاشية مثار جدل في العالم العربي، كما كان الحال في أوروبا، منقسماً من مؤيدين ومعارضين.

 حمل بعض الأثرياء العرب الذين سافروا إلى ألمانيا في ثلاثينيات القرن الماضي معهم المثل والقيم الفاشية عندما عادوا إلى وطنهم وأدمجوها في القومية العربية. أحد مؤسسي الفكر البعثي وحزب البعث، زكي الأرسوزي، ذكر أن الفاشية والنازية أثرتا بشكل كبير على الأيديولوجية البعثية. كتب سامي الجندي، وهو طالب لدى الأرسوزي: 
 كنا عنصريين، ونعجب بالنازية، ونقرأ كتبها ومصدر فكرها، وخاصة كتاب نيتشه ذي سبيك زارثوسترا ، وعناوين فيشت للأمة الألمانية ، ومؤسسة HS تشامبرلين في القرن التاسع عشر ، والتي تدور حول العرق. كنا أول من فكر في ترجمة Mein Kampf .

 كل من عاش خلال هذه الفترة في دمشق سيقدر ميل الشعب العربي إلى النازية، لأن النازية كانت هي القوة التي يمكن أن تكون بمثابة بطلها، والذي يهزم الطبيعة بحب المنتصر. لكن إيماننا كان مختلفًا إلى حد ما. 

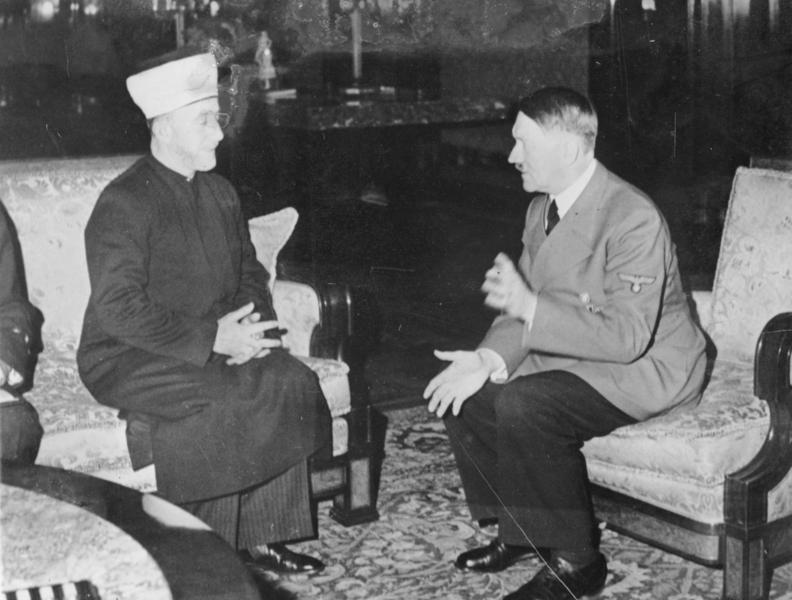
الحاج أمين الحسيني وأدولف هتلر في 28 نوفمبر 1941.

السياسيان العربيان الأكثر شهرة اللذان تعاونا بنشاط مع النازيين كانا المفتي الأكبر للقدس الحاج أمين الحسيني،     ورئيس الوزراء العراقي رشيد علي الجيلاني.

 التقى أدولف هتلر مع الحاج أمين الحسيني في 28 نوفمبر 1941 الذي كان يحارب الاحتلال البريطاني وقتها الذي كان يرتكب المجازر والفظائع بحق الفلسطينيين من قتل وتعذيب وسرقة بيوت واراضي الفلسطينيين ومن ثم اعطائهم لليهود الاوروبيين، ولذلك لجأ الحاج أمين الحسيني إلى هتلر لمساعدته في تحرير وطنه من الاحتلال البريطاني والخونة من اليهود الذين خانوا الدولة العثمانية ووقفوا مع الاحتلال في ذلك الوقت. أشارت التقارير الألمانية الرسمية لهذا الاجتماع إلى الاتفاق على محاربة الاستعمار البريطاني و اليهود الصهاينة داخل وخارج أوروبا. المقتطفات التالية من ذلك الاجتماع هي تصريحات هتلر إلى المفتي: 
 وقفت ألمانيا في حرب لا هوادة فيها ضد اليهود. وشمل ذلك بطبيعة الحال معارضة نشطة للوطن القومي اليهودي في فلسطين، والذي لم يكن سوى مركز، في شكل دولة، لممارسة النفوذ الهدام من قبل المصالح اليهودية. . . . كان هذا هو الكفاح الحاسم. على المستوى السياسي، قدمت نفسها بشكل رئيسي على أنها صراع بين ألمانيا وإنجلترا، ولكنها كانت أيديولوجية معركة بين الاشتراكية القومية واليهود. وغني عن القول إن ألمانيا ستقدم مساعدات إيجابية وعملية للعرب المنخرطين في نفس الكفاح، لأن الوعود الأفلاطونية كانت عديمة الفائدة في حرب من أجل البقاء أو الدمار التي تمكن اليهود من حشد كل قوة إنجلترا لتحقيق أهدافهم.. .. فوهرر يعطي لوحده للعالم العربي التأكيد بأن ساعة التحرير قد وصلت. سيكون هدف ألمانيا هو تدمير العنصر اليهودي المقيم في المجال العربي تحت حماية القوة البريطانية. في تلك الساعة، سيكون المفتي المتحدث الرسمي الأكثر موثوقية في العالم العربي. عندئذ ستكون مهمته إطلاق العمليات العربية، التي كان قد أعدها سرا. عندما حان الوقت، يمكن أن تكون ألمانيا غير مبالية برد الفعل الفرنسي على مثل هذا الإعلان. 

## آراء معارضة
يقول جيلبرت أشكار، أستاذ دراسات التنمية في كلية الدراسات الشرقية والإفريقية بجامعة لندن، إن الروايات التاريخية كثيراً ما تشدد على التعاون وتقلل من تقدير التاريخ السياسي العربي التقدمي، وتلقي بظلالها على أبعاد الصراع الكثيرة بين النازية والعالم العربي. يتهم أشكار الصهاينة بإصدار رواية «تعاونية» لأغراضهم الحزبية، ويذكر أن الموقف السياسي العربي المسيطر كان «معاداة الاستعمار» و «معاداة الصهيونية». وبالرغم من أن جماعات صغيرة نسبياً فقط تبنت مبدأ معاداة السامية، إلا أن معظم العرب كانوا مؤيدين للحلفاء ومعادين لدول المحور. يذكر أشكار Achcar: 

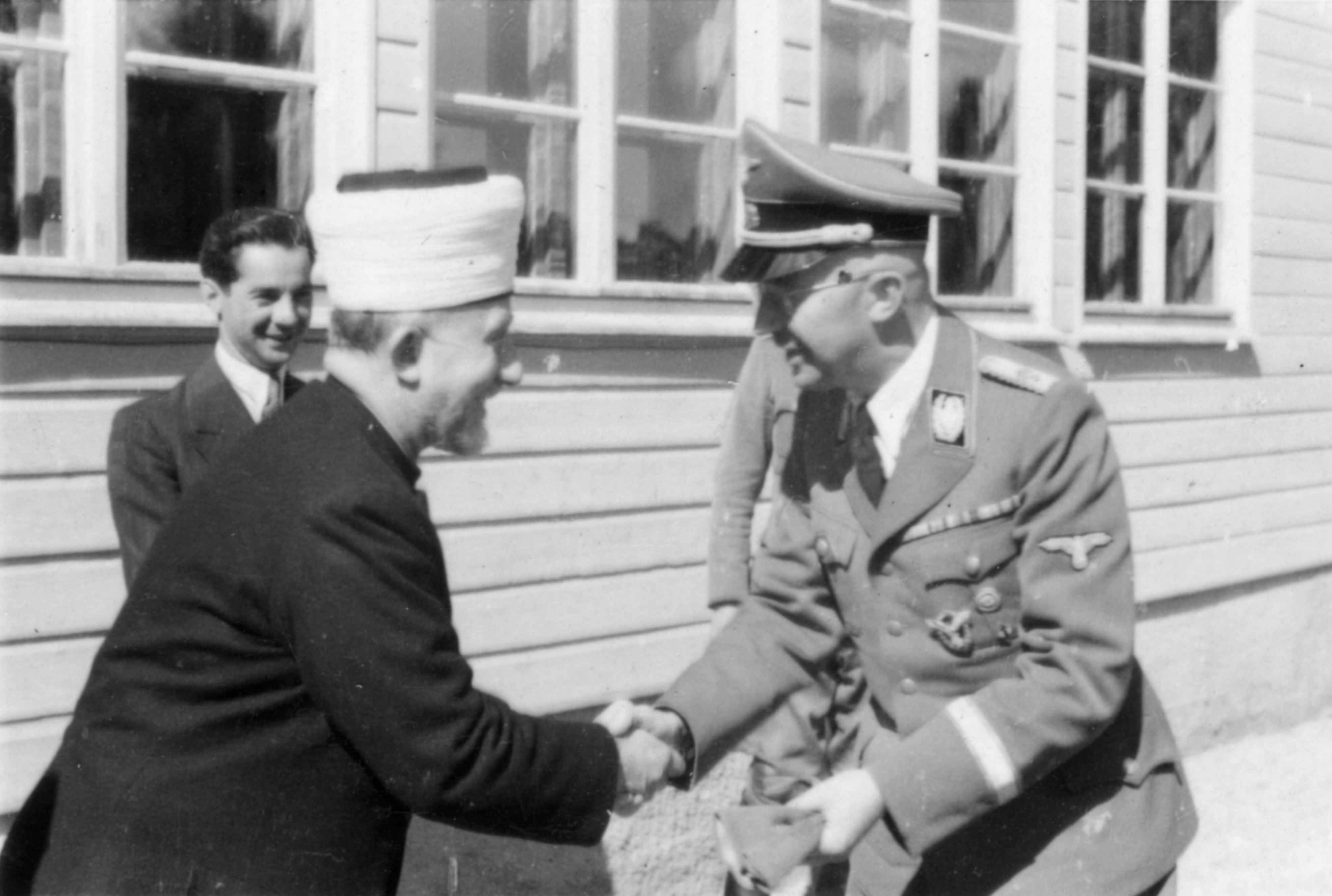
لقاء الحاج أمين الحسيني مع هاينريش هيملر (1943).

 ترتكز الرواية الصهيونية عن العالم العربي بشكل مركزي على شخصية واحدة في كل مكان في هذه القضية برمتها - مفتي القدس الشريف الحاج أمين الحسيني، الذي تعاون مع النازيين. لكن السجل التاريخي هو في الواقع متنوعة جدا. كان رد الفعل الأولي على النازية وهتلر في العالم العربي، وخاصة من النخبة الفكرية، بالغ الأهمية تجاه النازية، التي كانت تعتبر ظاهرة شمولية وعنصرية وإمبريالية. لقد تم انتقادها من قبل الليبراليين أو ما أسميه الغربيين الليبراليين، أي أولئك الذين اجتذبتهم الليبرالية الغربية، وكذلك الماركسيون والقوميون اليساريون الذين شجبوا النازية كشكل آخر من أشكال الإمبريالية. في الواقع، طور واحد فقط من التيارات الأيديولوجية الرئيسية في العالم العربي تقاربًا قويًا مع معاداة السامية الغربية، وهذا هو الأصولية الإسلامية - ليس كل الإسلام أو الحركات الإسلامية ولكن تلك التي لديها أكثر التفسيرات الرجعية في الإسلام. لقد تفاعلوا مع ما كان يحدث في فلسطين من خلال تبني المواقف الغربية المعادية للسامية. 

## التعاون العربي ودمج الفاشية

### القوميون
تأثرت العديد من الحركات الناشئة في العالم العربي بالمنظمات الفاشية والنازية الأوروبية خلال الثلاثينيات. بحسب المؤرخ الشاب برنارد لويس فإن بعض المصريون الثائرون نحو الظلم و المبتعدون عن دينهم قاموا بعمل  حزب شباب مصر («القمصان الخضراء») ليتخلصوا من مظاهر الفساد ؛ و ليحصلوا على التعاون الكبير من الشباب وجهوا فكرتهم على هيئة حزب ديني اسلامي يريد مكافحة الفساد ؛  لأنهم يعلموا بتأثير الدين على وطنهم  و لللأسف كانت اشعرتهم غير ملاءمة لدين وطنهم ،،  و أفكار هتلر الفتية وكان «من الواضح أنه نازي في شكله». اعتمد الحزب السوري القومي الاجتماعي (SSNP) أساليب الفاشية واستوحى شعاره المعروف (الإعصار الأحمر) من الصليب المعقوف النازي،  كان يعرف مؤسسه أنطون سعادة باسم الزعيم (القائد)، حتى أن نشيده الحزبي «سوريا، سوريا، فوق الجميع» لُحن على غرار ألحان النشيد الوطني الألماني. كانت أسس هذا الحزب الفاشي مبنية على أن السوريين «مميزون ومتفوقون عرقياً».

## روابط خارجية
- برونو دي كوردييه، فدائيون الرايخ: المسلمون والإسلام والتعاون خلال الحرب العالمية الثانية في الصين وأوراسيا، المنتدى الفصلي المجلد 8، العدد 1، 2010.
- "'German Exploitation of Arab Nationalist Movements in World War II' by Gen. Hellmuth Felmy and Gen, Walter Warlimont, Foreword by Generaloberst Franz Haider". مؤرشف من الأصل في 2019-05-20.
- "A Backgrounder of the Nazi Activities in North Africa and the Middle East During the Era of the Holocaust" (PDF). مؤرشف من الأصل (PDF) في 2018-04-17.